# Prosfório

Mapa da Constantinopla bizantina. O Prosfório está localizado na porção oriental da cidade, na costa sul do Corno de Ouro, próximo a boca do Bósforo.

Prosfório (em grego: Προσφόριον; romaniz.: Prosphórion) foi um porto da cidade de Constantinopla, ativo do tempo que a cidade ainda era a colônia grega de Bizâncio (657 a.C.-324 d.C.), até a virada do primeiro milênio. Gradualmente aumentado, foi o primeiro porto a ser construído na área da futura Constantinopla.

## Localização
O porto localizava-se na costa sul do Corno de Ouro, a leste da atual Ponte de Gálata, na Região V (V Regio) de Constantinopla, onde as muralhas marítimas fizeram um corte profundo, em correspondência com a bizantina Porta de Eugênio (a otomana Yalıköşkü kapısı), e estendeu-se sucessivamente a leste, finalmente ocupando a primeira baia após a entrada do estuário. A baia onde a bacia situou-se está agora assoreada, e corresponde hoje a porção leste da área da Estação de Sirkeci, a sul do otomano Quiosque do Fabricante de Cestas (Sepetçiler köşkü). Administrativamente, o sítio pertence ao bairro de Hoca Paxá (Hoca Paşa) em Eminönü, que é parte do distrito de Conquistador (Fatih) de Istambul.

## História e descrição

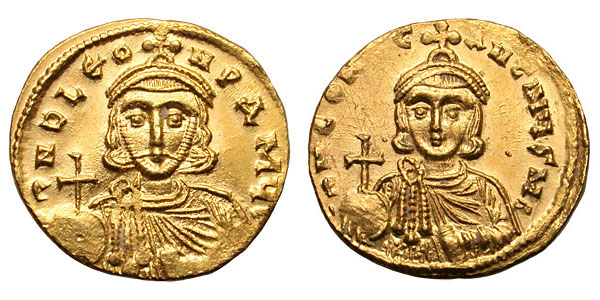
Soldo de r. e r.

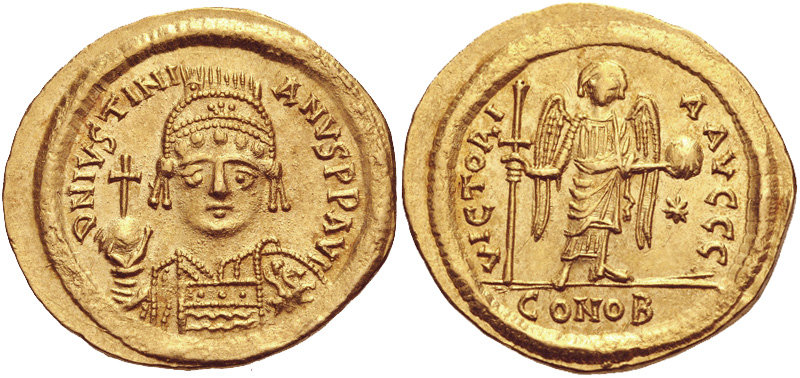
Soldo de Justiniano r.

O primeiro porto a ser construído na área de Constantinopla durante o tempo em que foi a cidade-Estado de Bizâncio situava-se no Corno de Ouro, na entrada do Bósforo, em um ângulo formado pelo mar e o fim dos muros da cidade, correspondendo com o futuro bairro bizantino chamado "de Eugênio" (em grego: τὰ Εὑγενίου; romaniz.: ta Eugeniou) em honra a Porta de Eugênio da muralha marítima (a otomana Yaliköşkü kapısı). Sua posição estava imediatamente sob o sopé noroeste da primeira colina da cidade. Graças a sua posição ao longo da costa sul do Corno de Ouro, o porto foi protegido das fortes tempestades provocadas pelo lodos, o vento sudoeste que sopra do mar de Mármara.
Depois da reconstrução de Bizâncio após sua destruição por Septímio Severo (r. 193–211), o porto cresceu para oeste, finalmente delimitando a área inteira hoje ocupada pela Estação de Sirkeci e suas dependências. O primeiro patamar a ser encontrado a leste, possivelmente estendido próximo a Porta de Eugênio, foi nomeado em honra a Timásio (d. 396), um alto oficial ativo durante os reinados dos imperadores Valente (r. 364–378) e Teodósio I (r. 379–395). Logo depois da fundação de Constantinopla por Constantino, o Grande em 324, o porto recebeu o nome de "porto fechado" (em grego: κλειστός λιμήν; romaniz.: kleistos limen) uma vez que foi protegido por molhes e defendido por muralhas marítimas e pela Torre de Eugênio.
O nome de "Prosfório", que o porto assumiu após a fundação de Constantinopla, pode derivar de sua proximidade com o mercado da cidade (em grego: Πρόσφορον; romaniz.: Prósforon), ou de outra denominação do lugar, Fosfório (em grego: Φωσφόριον; romaniz.: Phosphórion), devido a lenda de que Hécate Fósforo (Portadora da Luz) ajudou à noite os habitantes de Bizâncio durante um cerco de Filipe II da Macedônia (r. 359–336 a.C.). Outra teoria assume que o nome veio do mercado de bois próximo (em grego: βοσπόριον/βοόσπορος/βόσπορος; romaniz.: Vospórion/Voósporos/Vósporos), que localizava-se nas imediações, até ser movido por Constantino V Coprônimo (r. 741–775) para perto do Fórum do Touro.

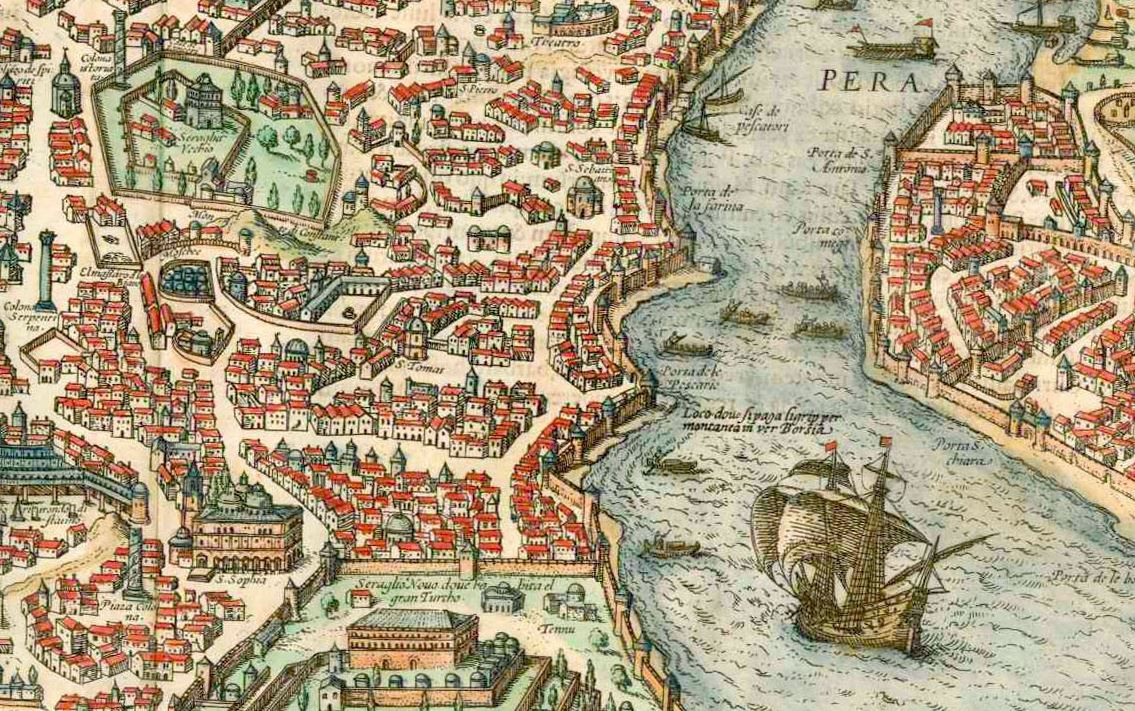
O Prosfório (primeira baia de baixo ao longo do lado esquerdo do Corno de Ouro), do Byzantium nunc Constantinopolis de Georg Braun, 1572

Cerca de 200 anos antes disso, Justiniano I (r. 527–565) já havia movido o mercado de bens marítimos do Fosfório para o maior Porto de Sofia no mar de Mármara. Dentro do porto havia um patamar, o Escala Calcedoniense (Scala Chalcedonensis), reservado para os habitantes da Calcedônia no lado oposto do Bósforo. Apesar disso, o porto teve uma função puramente comercial: no Fosfório aportavam as mercadorias importadas do Bósforo, mar Negro e Ásia. Como resultado, a área foi cercada por muitos armazéns: o Notitia Urbis Constantinopolitanae relata que durante o século V quatro dos seis hórreos presentes na cidade estavam na área do Fosfório. Contudo, o porto foi sujeita a pesados assoreamentos, de modo que, às vésperas do primeiro milênio, foi definitivamente bloqueado por lodo.
Sua única função sobrevivente até o final do período Paleólogo foi de estaleiro (em grego: ναύσταθμος; romaniz.: naustathmos) para o imperador durante suas viagens do Palácio de Blaquerna para Santa Sofia. O estaleiro ficou loco a frente da Porta de Eugênio, conhecido naquele período como a "Porta Real" (em grego: πυλή βασιλική; romaniz.: pyle basilike), uma vez que o imperador cruzou-o de modo a alcançar a igreja. Em 1457, logo após a queda da cidade em 1453 para o Império Otomano, o porto negligenciado foi incluído na área protegida pelos muros do recém-construído palácio do sultão.